# Biafada (Sprache)
Die Sprache Biafada jezik (ISO 639-3 ist bif; auch beafada, bedfola, biafar, bidyola, dfola und fada) ist eine westatlantische Sprache, die von 44.900 Einwohnern Guinea-Bissaus vom Volk der Biafada gesprochen wird, einer Untergruppe der Tenda.
Die Sprache gehört zur Niger-Kongo-Sprachfamilie und ist eng mit dem Badyara [pbp] verwandt, mit der sie die Gruppe der Tenda-Sprachen innerhalb der westatlantischen Sprachen bildet.